# Алтынгужин, Ринат Абрарович
Ринат Абрарович Алтынгужин (род. 19 сентября 1956 года, Сакмар) — советский легкоатлет, специализировавшийся в кроссе. Двукратный чемпион СССР по кроссу на дистанции 5 км. (1985, 1986). Мастер спорта СССР по лёгкой атлетике.

## Биография
Родился 19 сентября 1956 года в деревне Сакмар Баймакского района Башкирской АССР.
Первые шаги в спорте начал в городе Сибай, а профессиональную карьеру спортсмена продолжил в Челябинске под руководством заслуженного тренера РСФСР В. Т. Слободчикова. 
Стал победителем чемпионата СССР по кроссу 1985-86 годов на дистанции 5 км., серебряный призёр чемпионата СССР 1983 года. Также был отобран на Олимпийские игры 1984 года, которые прошли в США, но ввиду политической вражды, олимпийская сборная СССР не приняла участия на этих играх.
Мастер спорта СССР по лёгкой атлетике.

## Основные результаты
| Год  | Соревнования             | Место проведения | Дисциплина | Место | Результат |
| ---- | ------------------------ | ---------------- | ---------- | ----- | --------- |
| 1983 | Чемпионат СССР по кроссу | Кисловодск       | Кросс 6 км | 2     | 16:28,3   |
| 1985 | Чемпионат СССР по кроссу | Кисловодск       | Кросс 5 км | 1     | 14:54,6   |
| 1986 | Чемпионат СССР по кроссу | Ессентуки        | Кросс 5 км | 1     | 14:29,4   |